# Église Saint-Gal de Langeac
Pour les articles homonymes, voir Église Saint-Gal.
L'église Saint-Gal de Langeac est une ancienne collégiale située à Langeac dans le département de la Haute-Loire. C'était l'église d'un ancien prieuré dépendant de l'abbaye de la Chaise-Dieu avant de devenir une collégiale.

## Historique
En 1010, Pons de Gévaudan donne l’église Saint-Gal au chapitre de Saint-Julien de Brioude.
Le prieuré Saint-Gal existe en 1220. Il dépend de l’abbaye de La-Chaise-Dieu.
Il a dû être donné avant cette date par le chapitre de Brioude à l’abbaye casadéenne.
Au XIIIe siècle, Langeac est le siège d’un archiprêtré de l’évêché de Clermont ayant autorité sur 70 paroisses.
En 1264, l’évêque de Clermont, Guy de La Tour du Pin, institue un chapitre de quinze chanoines dans l’église Saint-Gal en ne tenant pas compte des droits de l’abbaye de La-Chaise-Dieu. 
Il va en résulter un conflit entre les deux autorités. Un accord est trouvé en faisant instituer les chanoines par le prieur auquel ils doivent fidélité.
Le diocèse de Saint-Flour dont dépend Langeac est créé en 1317. 
En juin 1319, le roi Philippe V le Long confirme Langeac comme prévôté du bailliage d’Auvergne.
Après 1397, le receveur d’Auvergne Berthon Sannadre indique que Langeac est une des 13 bonnes villes (bonne ville = ville close ayant municipalité, milice et privilèges placée sous la protection du roi) de Basse-Auvergne.
Au XIVe siècle, construction du chœur et du clocher de l'église actuelle.
L’église paroissiale Notre-Dame de Langeac est détruite en 1430. L’église Saint-Gal devient l’église paroissiale. 
C'est probablement à cette époque qu'ont dû être construites les travées de la nef de l’église actuelle. Cette reconstruction est probablement due à Jacques de Langeac qui a dû abandonner les ordres pour reprendre la baronnie de Langeac.
1460, date gravée sur le portail de la façade principale.
En 1488, le chapitre de chanoines est définitivement constitué par l’évêque de Saint-Flour.
Les stalles du chœur sont terminées en 1526.
Langeac est rattaché au diocèse du Puy-en-Velay en 1823.
Cette église fait l’objet d’un classement au titre des monuments historiques depuis le 16 septembre 1907.
Plusieurs objets sont référencés dans la base Palissy (voir les notices liées).

## Présentation
L’église paroissiale Saint Gal de Langeac, classée depuis 1907, remonte au XIVe siècle pour la partie la plus ancienne constituée du chœur et du clocher. Ce dernier, muni de gargouilles, débutant par un plan carré se termine par une forme octogonale et est formé de trois salles superposées, voûtées par des arcatures finissant en culs-de-lampe. Le chœur a connu plusieurs modifications avec en particulier une échauguette sur les côtés de l'abside. Les trois travées de la nef ainsi que la façade sont du siècle suivant.
À l’intérieur de l’église, le plus intéressant est une mise au tombeau en bois polychrome du XVe siècle et les fonts baptismaux du XIIe siècle. On peut également remarquer plusieurs statuettes sculptées, des tableaux dont le Couronnement de la Vierge peint par Guy François et aussi du mobilier ecclésiastique, des stalles Renaissance ainsi qu'un magnifique lutrin.

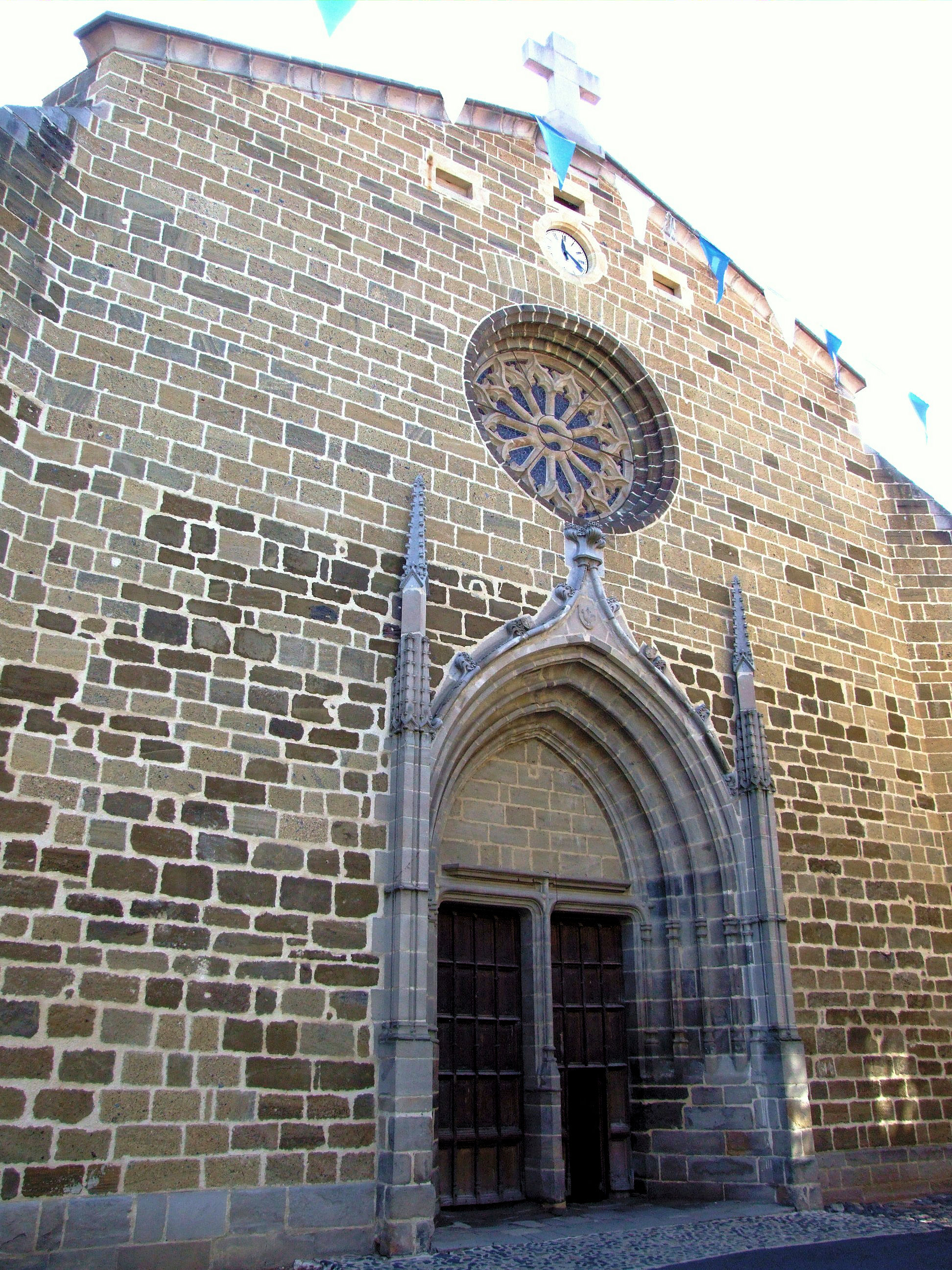
Façade de l'église de Langeac.
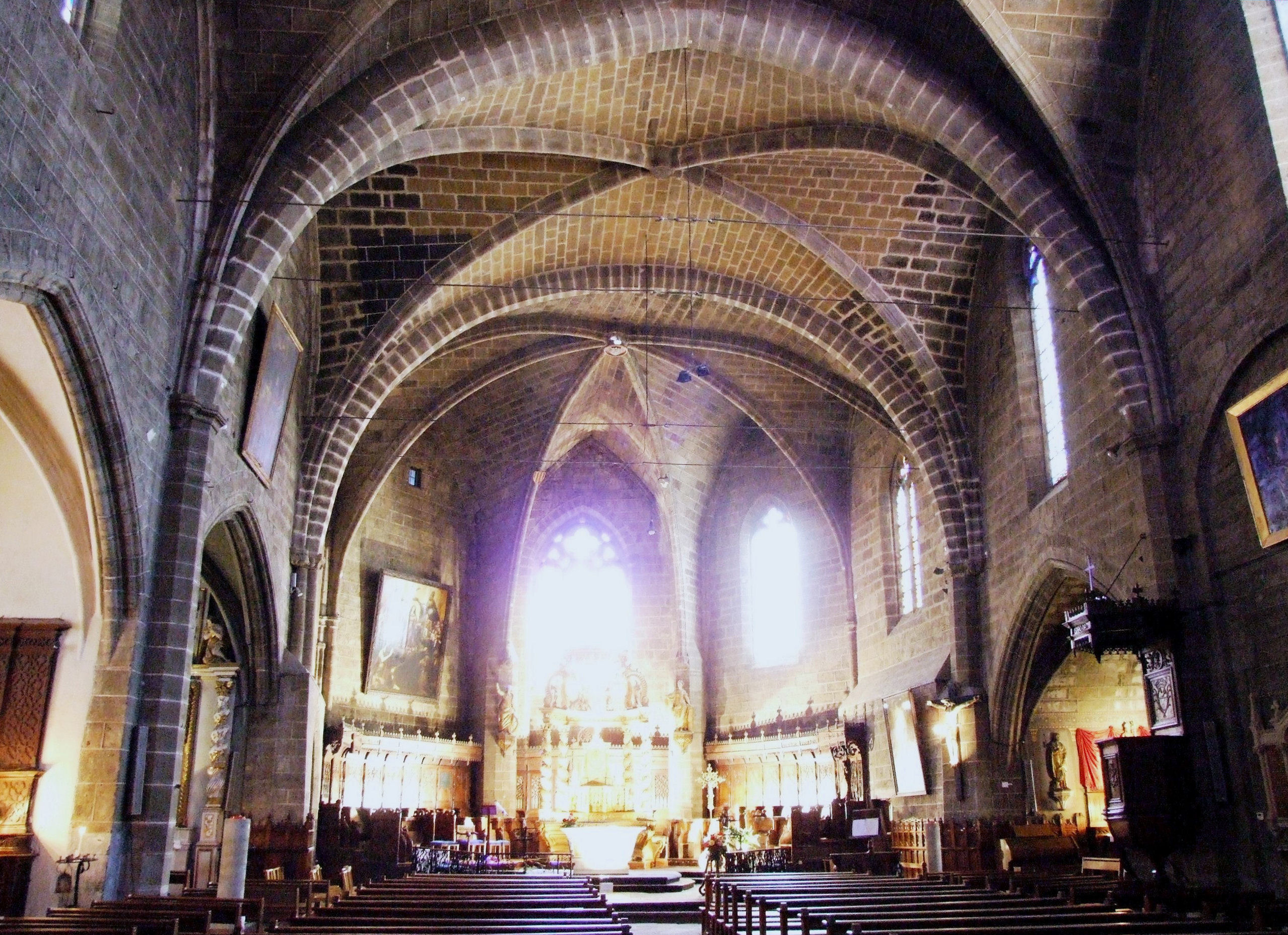
Nef de l'église Saint-Gal.